# Bué
Bué és un municipi francès, situat al departament de Cher i a la regió de Centre – Vall del Loira. L'any 2007 tenia 347 habitants.

## Demografia

### Població
El 2007 la població de fet de Bué era de 347 persones. Hi havia 160 famílies, de les quals 60 eren unipersonals (16 homes vivint sols i 44 dones vivint soles), 44 parelles sense fills, 52 parelles amb fills i 4 famílies monoparentals amb fills.
La població ha evolucionat segons el següent gràfic:
Habitants censats

### Habitatges
El 2007 hi havia 225 habitatges, 161 eren l'habitatge principal de la família, 38 eren segones residències i 26 estaven desocupats. 211 eren cases i 13 eren apartaments. Dels 161 habitatges principals, 116 estaven ocupats pels seus propietaris, 35 estaven llogats i ocupats pels llogaters i 10 estaven cedits a títol gratuït; 3 tenien una cambra, 13 en tenien dues, 30 en tenien tres, 23 en tenien quatre i 92 en tenien cinc o més. 129 habitatges disposaven pel capbaix d'una plaça de pàrquing. A 66 habitatges hi havia un automòbil i a 66 n'hi havia dos o més.

### Piràmide de població
La piràmide de població per edats i sexe el 2009 era:
| Homes | Edats   | Dones |
| ----- | ------- | ----- |
| 0     | 95 o +  | 4     |
| 4     | 90 a 94 | 0     |
| 0     | 85 a 89 | 4     |
| 0     | 80 a 84 | 0     |
| 4     | 75 a 79 | 12    |
| 16    | 70 a 74 | 8     |
| 16    | 65 a 69 | 16    |
| 12    | 60 a 64 | 20    |
| 0     | 55 a 59 | 12    |
| 16    | 50 a 54 | 4     |
| 0     | 45 a 49 | 4     |
| 20    | 40 a 44 | 8     |
| 24    | 35 a 39 | 24    |
| 4     | 30 a 34 | 12    |
| 12    | 25 a 29 | 12    |
| 0     | 20 a 24 | 4     |
| 0     | 15 a 19 | 9     |
| 20    | 10 a 14 | 12    |
| 36    | 5 a 9   | 4     |
| 4     | 0 a 4   | 8     |

## Economia
El 2007 la població en edat de treballar era de 215 persones, 175 eren actives i 40 eren inactives. De les 175 persones actives 170 estaven ocupades (98 homes i 72 dones) i 5 estaven aturades (5 dones i 5 dones). De les 40 persones inactives 14 estaven jubilades, 16 estaven estudiant i 10 estaven classificades com a «altres inactius».

### Ingressos
El 2009 a Bué hi havia 151 unitats fiscals que integraven 325 persones, la mediana anual d'ingressos fiscals per persona era de 22.443 €.

### Activitats econòmiques
Dels 19 establiments que hi havia el 2007, 1 era d'una empresa alimentària, 9 d'empreses de comerç i reparació d'automòbils, 1 d'una empresa de transport, 3 d'empreses d'hostatgeria i restauració, 1 d'una empresa financera, 1 d'una empresa immobiliària, 1 d'una empresa de serveis, 1 d'una entitat de l'administració pública i 1 d'una empresa classificada com a «altres activitats de serveis».
Dels 5 establiments de servei als particulars que hi havia el 2009, 1 era una oficina de correu, 1 taller de reparació d'automòbils i de material agrícola, 1 perruqueria i 2 restaurants.
Dels 3 establiments comercials que hi havia el 2009, 1 era una botiga de menys de 120 m², 1 una fleca i 1 una llibreria.
L'any 2000 a Bué hi havia 40 explotacions agrícoles que ocupaven un total de 555 hectàrees.

## Poblacions més properes
El següent diagrama mostra les poblacions més properes.